# Danish Pedophile Association
De Danish Pedophile Association (Nederlands: Deense Pedofiel Vereniging) is een vereniging van "pedofielen, aanhangers en andere die zich interesseren in het sociale, psychologische, politieke en wettelijke aspecten van pedofilie en van de seksualiteit van kinderen" die werd opgericht in 1985. De website van de vereniging zegt dat de organisatie werd ontbonden op 21 maart 2004 en dat de website wordt geleid door een groep van actieve leden van de voormalige vereniging.
Op 23 juli 1996 had de vereniging 80 geregistreerde leden en deed mee aan een internationaal congres in Denemarken. Het was ook lid van IPCE (Internationale Pedofiel en Kinderemancipatie). In een krantenartikel in 2004 werd Dan Markussen geïdentificeerd als de voordvoerder van de organisatie.